# Cine Gran Vía
L'antic cine Gran Vía, després Teatro Compac Gran Vía de Madrid i ara, per raons de patrocini, Teatro de la Luz Philips Gran Vía es un local d'oci de Madrid situat al número 66 de la Gran Via.

## Història
Obert com a teatre en 1913 en el solar de l'antic mercat dels Mostenses, tres anys després va passar a ser cinema fins que l'edifici original va ser derrocat per a la construcció de la Gran Via madrilenya.
Un nou projecte de Germán Álvarez de Sotomayor va ser inaugurat com a cinema en 1944 amb l'estrena d' El rey de las finanzas, del realitzador Ramón Torrado.
Després de més de mig segle com a saló d'estrenes cinematogràfiques, va ser reconvertit en 2004 com en espai per a les arts escèniques, amb el nom de Teatro Compac Gran Vía de Madrid. En 2017 ja apareixia amb el nom de Teatro de la Luz Philips Gran Vía.